# Windows CE
Microsoft Windows CE (în prezent cunoscut oficial ca Windows Embedded Compact, anterior ca  Windows Embedded CE, iar uneori abreviat WinCE) (nume de cod „Pegasus”) este un sistem de operare dezvoltat de compania Microsoft pentru sisteme înglobat.
Spre deosebire de Windows Embedded Standard, care se bazează pe Windows NT, Windows Embedded Compact utilizează un kernel hibrid diferit.  Microsoft licențează Windows CE producătorilor de echipamente originale (OEM), care își pot modifica și crea propriile interfețe și experiențe de utilizare, Windows CE oferind fundația tehnică pentru a face acest lucru.
Versiunea curentă a Windows Embedded Compact acceptă direct procesoarele x86 și ARM cu pachetul de suport pentru bord (BSP) . Arhitecturile MIPS și SHx au avut suport înainte de versiunea 7.0.

## Istoric
Windows Embedded Compact a fost cunoscut anterior ca Windows CE. Potrivit Microsoft, "CE" nu este un acronim explicit pentru nimic, deși implică o serie de noțiuni pe care dezvoltatorii Windows le-au avut în minte, cum ar fi "compact", "conectabil", "compatibil".  Numele a fost schimbat o dată în 2006, odată cu lansarea Windows Embedded CE 6.0 și din nou în 2011, cu lansarea Windows Embedded Compact 7.
Windows CE a fost inițial anunțat de Microsoft la expoziția COMDEX în 1996 și a fost demonstrat pe scenă de Bill Gates și John McGill. Microsoft a testat Pegasus la începutul anului 1995 și a lansat o platformă de referință strictă pentru mai mulți parteneri hardware. Dispozitivele trebuiau să aibă următoarele specificații hardware minime:
- SH3, MIPS 3000 sau MIPS 4000 CPU
- Minimum 4 MB de ROM
- Minim 2 MB de memorie RAM cu o sursă de alimentare de rezervă, cum ar fi o baterie de celule monedă CR2032
- Acționat de două baterii AA
- Cântărește mai puțin de 1 kg
- O tastatură QWERTY fizică, inclusiv butoanele Ctrl, Alt și Shift
- Un ecran LCD de 480 × 240 pixeli cu patru nuanțe de gri și doi biți per pixel cu ecran tactil care ar putea fi acționat fie de un stilou, fie de unghii
- Un transceiver infraroșu
- Port serial
- Slot PC Card
- Difuzor încorporat

Dispozitivele de timp au avut în principal afișaje de 480 × 240 pixeli, cu excepția calculatorului Hewlett-Packard "Palmtop PC" care avea un afișaj de 640 × 240 pixeli. Fiecare fereastră a preluat ecranul complet. Navigarea a fost făcută prin atingerea sau atingerea dublă pe un element. Un meniu contextual a fost de asemenea disponibil de către utilizator, apăsând tasta ALT și atingând ecranul. Windows CE 1.0 nu include un meniu cascadă Start, spre deosebire de Windows 95 și Windows NT 4.0. Microsoft a lansat Windows CE 1.0 Power Toys, care a inclus o pictogramă de meniu în cascadă care a apărut în tava de sistem. De asemenea, au fost incluse câteva alte utilități, cele mai notabile fiind un applet sonor pentru tava de sistem, permițând utilizatorului să oprească sau să dezactiveze rapid dispozitivul sau să ajusteze volumul și o versiune "de buzunar" a aplicației Paint.
Eliberarea Windows CE 2.0 a fost bine primită. Microsoft a învățat lecțiile sale din feedback-ul consumatorilor de Windows CE 1.0 și a făcut multe îmbunătățiri ale sistemului de operare. Meniul Start a fost un meniu cascadă, identic cu cel din Windows 95 și Windows NT 4.0. Ecrane color au fost, de asemenea, sprijinite și producătorii au concurat pentru a elibera prima culoare H / PC. Primul pe piață însă, a fost Hewlett Packard cu HP 620LX. Windows CE 2.0 a sprijinit, de asemenea, o gamă mai largă de arhitecturi CPU. Programele ar putea fi instalate direct în sistemul de operare prin dublu clic pe fișierele CAB. Datorită naturii ROM-urilor care conțin sistemul de operare, utilizatorii nu au putut bloca dispozitivele lor cu noul sistem de operare. În schimb, producătorii au lansat ROM-uri de upgrade pe care utilizatorii au trebuit să le instaleze fizic în dispozitivele lor, după ce au eliminat versiunea anterioară. Acest lucru ar șterge, de obicei, datele de pe dispozitiv și va prezenta utilizatorul cu expertul de configurare la prima încărcare.

## Instrumente de dezvoltare

### Studio vizual
Aplicațiile Microsoft Visual Studio 2012, 2013 și 2015 suportă dezvoltarea și dezvoltarea Platform Builder pentru Windows Embedded Compact 2013. 
Microsoft Visual Studio 2008 și proiectele de asistență anterioară pentru versiuni mai vechi ale Windows CE / Windows Mobile, producătoare de programe executabile și imagini de platformă fie ca emulator, fie atașate prin cablu pe un dispozitiv mobil real. Un dispozitiv mobil nu este necesar pentru a dezvolta un program CE. .NET Compact Framework suportă un subset al .NET Framework cu proiecte în C # și Visual Basic .NET, dar nu și Gestionat C ++. Aplicațiile "Gestionate" care utilizează .NET Compact Framework necesită, de asemenea, dispozitive cu memorii semnificativ mai mari (8 MB sau mai mult), în timp ce aplicațiile nesupravegheate pot funcționa cu succes pe dispozitive mai mici. În Visual Studio 2010, Windows Phone Developer Tools se utilizează ca extensie, permițând ca aplicațiile Windows Phone 7 să fie proiectate și testate în Visual Studio.

### Platform Builder
Acest instrument de programare este folosit pentru construirea platformei (BSP + Kernel), a driverelor de dispozitiv (sursă partajată sau personalizate), precum și a aplicațiilor. Acesta este un mediu unic pentru a face sistemul să funcționeze. Se poate folosi, de asemenea, Platform Builder pentru a exporta un kit SDK pentru microprocesorul țintă (SuperH, x86, MIPS, ARM etc.) pentru a fi utilizat împreună cu un alt set de instrumente asociat, denumit mai jos.

## Relația cu Windows Mobile, Pocket PC și SmartPhone
Deseori Windows CE, Windows Mobile și Pocket PC sunt folosite interschimbabil în parte, datorită originii lor comune. Această practică nu este în întregime precisă. Windows CE este un sistem de operare modular / componentizat care servește ca bază a mai multor clase de dispozitive. Unele dintre aceste module furnizează subseturi de caracteristici ale altor componente (de exemplu niveluri diferite de suport pentru ferestre; DCOM vs COM), altele care sunt separate (suport pentru fonturi bitmap sau TrueType) și altele care adaugă caracteristici suplimentare unei alte componente. Se poate cumpăra un kit (Platform Builder) care conține toate aceste componente și instrumentele cu care să dezvolte o platformă personalizată. Aplicații precum Excel Mobile (fostul Pocket Excel) nu fac parte din acest kit. Versiunea mai veche de PC-uri portabile a Pocket Word și mai multe alte aplicații mai vechi sunt totuși incluse ca eșantioane.
Windows Mobile este cel mai bine descris ca un subset de platforme bazate pe o bază de date Windows CE. În prezent, Pocket PC (denumit acum Windows Mobile Classic), SmartPhone (Windows Mobile Standard) și Pocket PC Phone Edition (Windows Mobile Professional) sunt cele trei platforme principale sub umbrela Windows Mobile. Fiecare platformă utilizează componente diferite ale Windows CE, plus caracteristici suplimentare și aplicații potrivite pentru dispozitivele respective.
Pocket PC și Windows Mobile sunt platforme personalizate definite de Microsoft pentru utilizarea generală a PDA, constând dintr-un set de profiluri minime (Professional Edition, Premium Edition) definit de Microsoft de software și hardware care sunt acceptate. Regulile pentru fabricarea unui dispozitiv Pocket PC sunt mai stricte decât cele pentru producerea unei platforme custom Windows CE. Caracteristicile definitorii ale Pocket PC-ului sunt touchscreen-ul ca dispozitiv principal de interfață umană și dimensiunea extrem de portabilă.
CE v3.0 este baza pentru Pocket PC 2002. Un succesor al CE v3.0 este CE.net. "PocketPC este un strat separat de cod pe partea de sus a sistemului de bază Windows CE ... Pocket PC se bazează pe Windows CE, dar este o ofertă diferită." Și licențiații Pocket PC-ului sunt interzise să modifice partea WinCE. 
Platforma SmartPhone este un sistem de operare bogat în caracteristici și o interfață pentru telefoanele mobile. SmartPhone oferă caracteristici de productivitate utilizatorilor de afaceri, precum e-mail și abilități multimedia pentru consumatori. Interfața SmartPhone se bazează în mare măsură pe navigarea pe joystick și pe intrarea PhonePad. Dispozitivele care rulează SmartPhone nu includ o interfață touchscreen. Dispozitivele SmartPhone seamănă, în general, cu alți factori de formă celulară, în timp ce majoritatea dispozitivelor Phone Edition utilizează un factor de formă PDA cu un afișaj mai mare.